# Pontiac Grand Am
Pontiac Grand Am war die Bezeichnung mehrerer Modelle, die unter der Automarke Pontiac vom US-amerikanischen Automobilhersteller General Motors zwischen 1972 und 2004 produziert wurden. Die beiden ersten Modellgenerationen waren sportlich aufgemachte Versionen des damaligen Mittelklassemodells Le Mans. Dagegen gehörten die von 1985 bis 2005 angebotenen Fahrzeuge zur (nach amerikanischen Maßstäben) unteren Mittelklasse als Nachfolger des Modells Phoenix.

## Erste Generation (1972–1975)
Der erste Grand Am (der Name lehnte sich an andere zu jener Zeit bei Pontiac benutzte Bezeichnungen wie Grand Prix und Trans Am an) erschien im Herbst 1972. Bei ihm handelte es sich um eine sportlich aufgemachte Version des Pontiac-Mittelklassemodells Le Mans. Besonderes Merkmal des Grand Am war die Frontpartie aus nachgiebigem Polyurethan-Kunststoff. Lieferbar war der Grand Am als zweitüriges Coupé und als viertürige Limousine. Den Antrieb übernahm serienmäßig ein 6,6 Liter großer V8-Motor (172 PS/126 kW), auf Wunsch standen eine 233 PS (171 kW) starke Doppel-Registervergaser-Version dieser Maschine und ein 7,5-Liter-V8 (253 PS/186 kW) zur Auswahl. Die Super Duty-Hochleistungsvariante des großen V8 (314 PS/231 kW) stand zwar in der Aufpreisliste, gelangte im Falle des Grand Am aber nicht zur Auslieferung. 1974 erfolgten kleinere Änderungen an Karosserie und Motoren. Im Modelljahr 1975 setzte sich die Motorenpalette aus dem 6,6-Liter (jetzt mit 172 oder 188 PS/126 oder 138 kW) und dem 7,5-Liter (nun 203 PS/149 kW leistend) zusammen. Zum Ende des Modelljahres wurde der Grand Am aus der Fertigung genommen.

### Stückzahlen (Modelljahre)
- 1973: 43.136
- 1974: 17.083
- 1975: 10.679

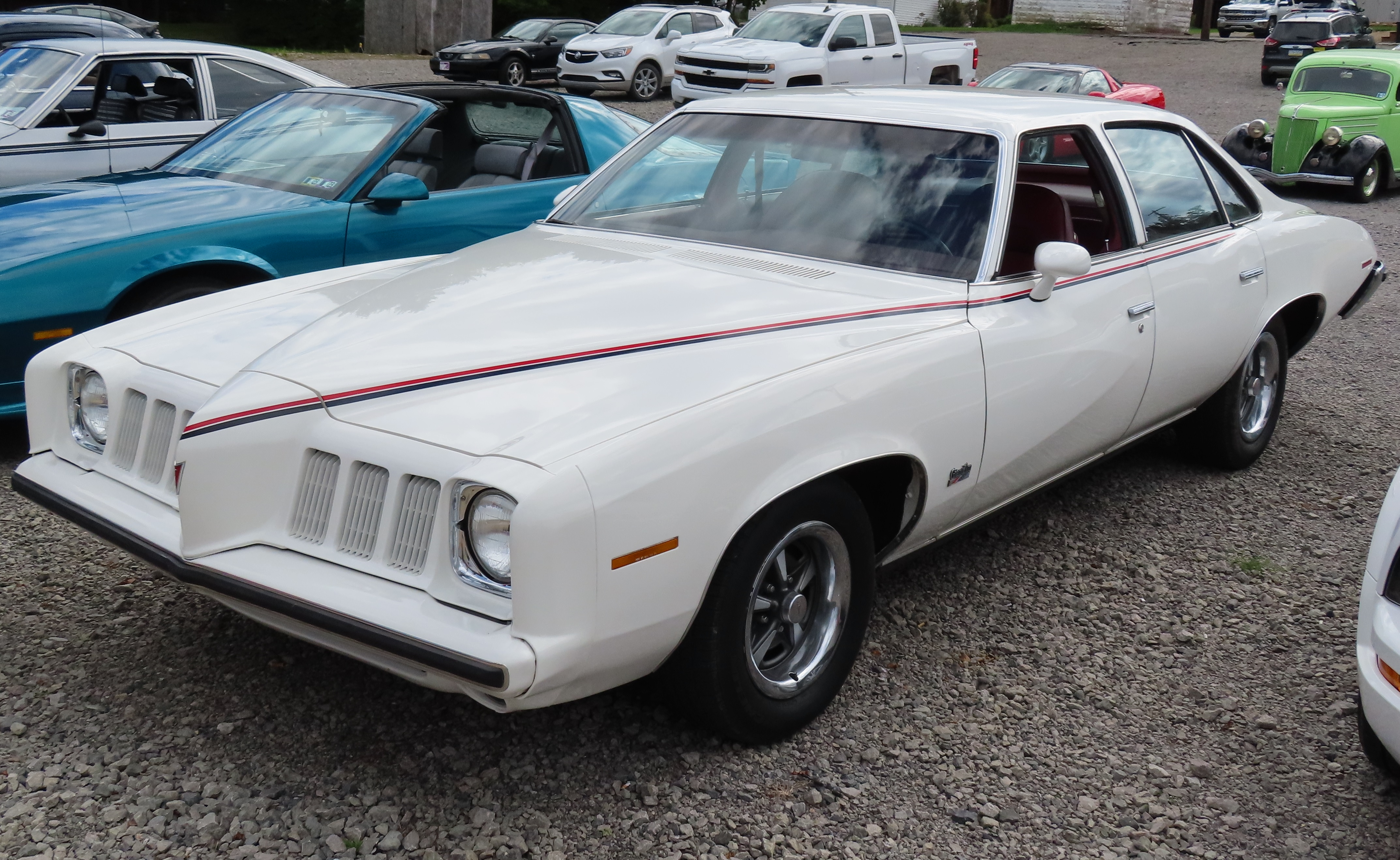
Limousine (1973)
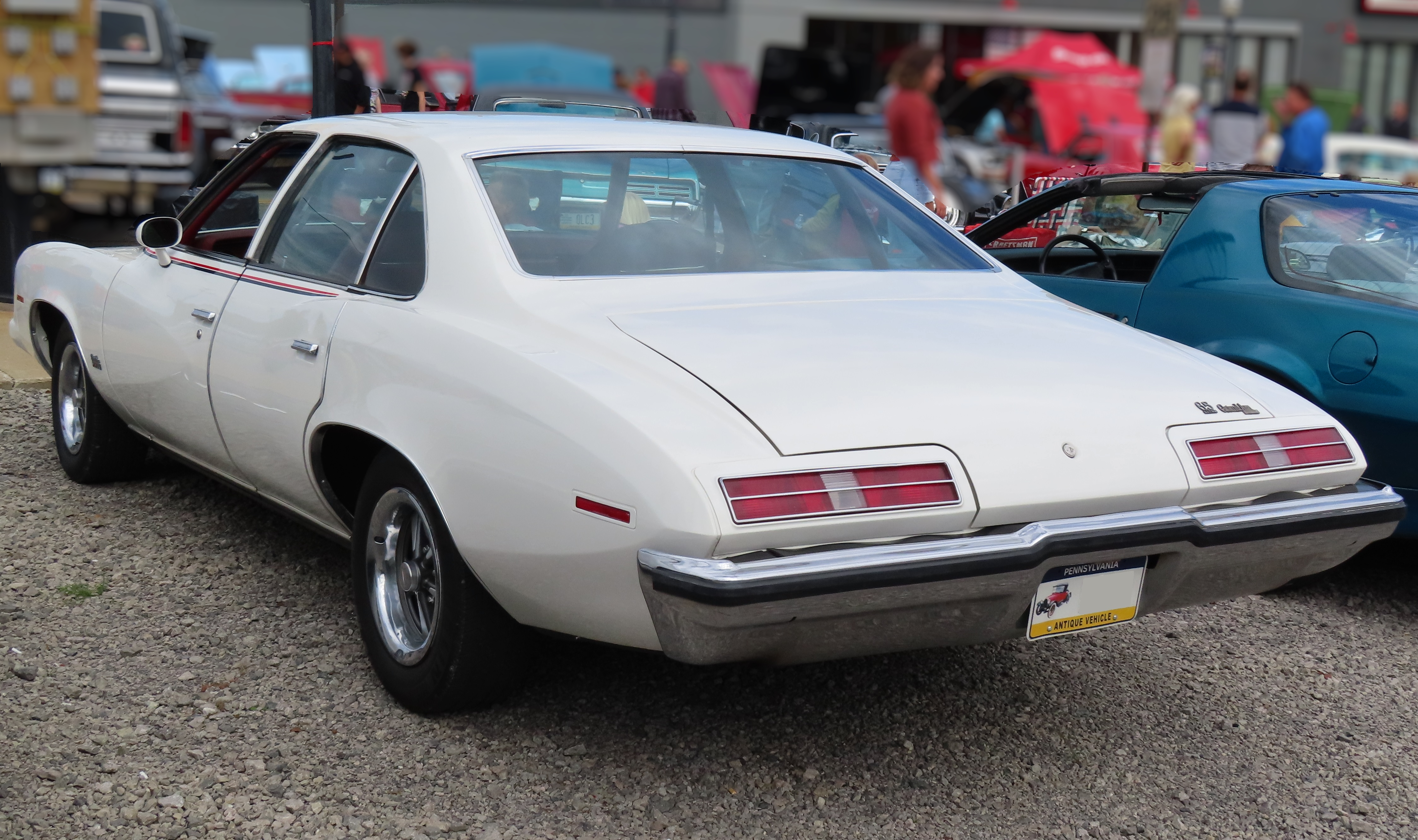
Heckansicht
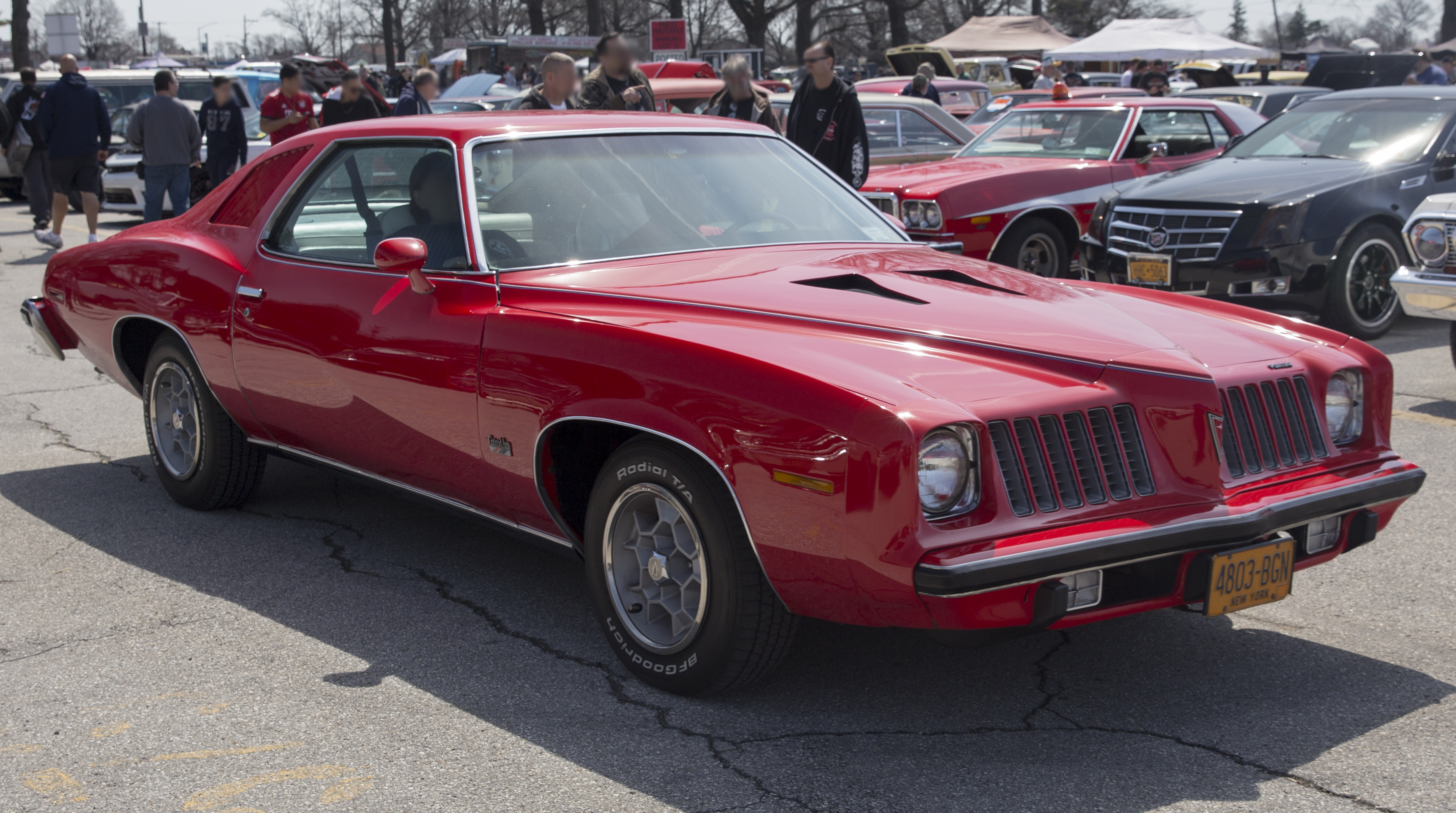
Pontiac Grand Am (1974)
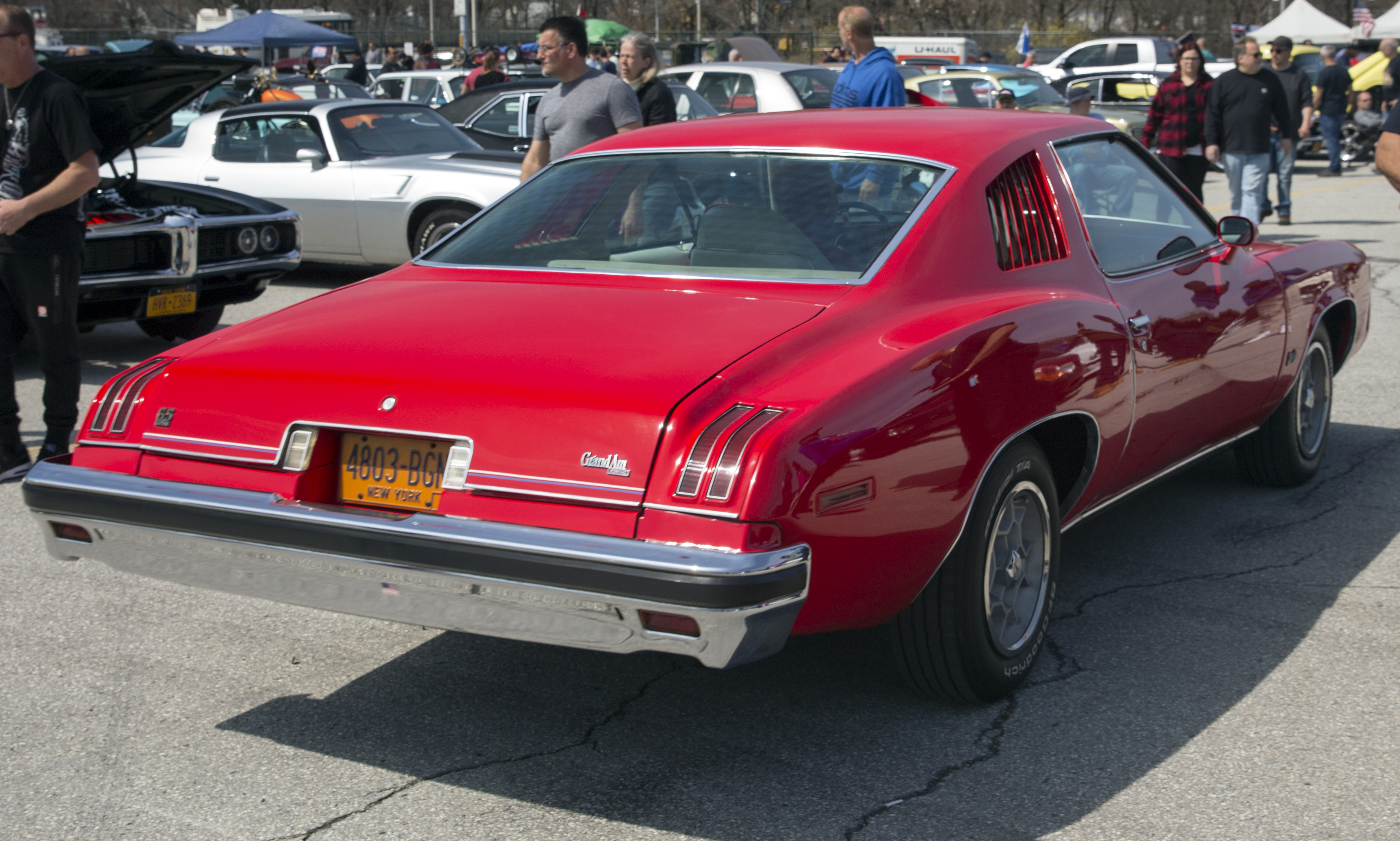
Heckansicht

## Zweite Generation (1977–1980)
Mit dem Erscheinen des in seinen Abmessungen geschrumpften neuen Le Mans im Herbst 1977 rückte der Grand Am wieder in das Angebot. Erneut standen Coupé und Limousine in sportlicher Aufmachung zur Wahl, nun aber angetrieben von einem Fünfliter-V8 mit einfachem Registervergaser oder Doppel-Registervergaser (142 oder 152 PS bzw. 104 oder 112 kW). Nur 1979 gab es den Grand Am auch mit einem 3,8 Liter großen V-6 (106 PS/78 kW). Die Bugpartie, die sich von der des Le Mans unterschied, bestand wiederum aus Kunststoff.

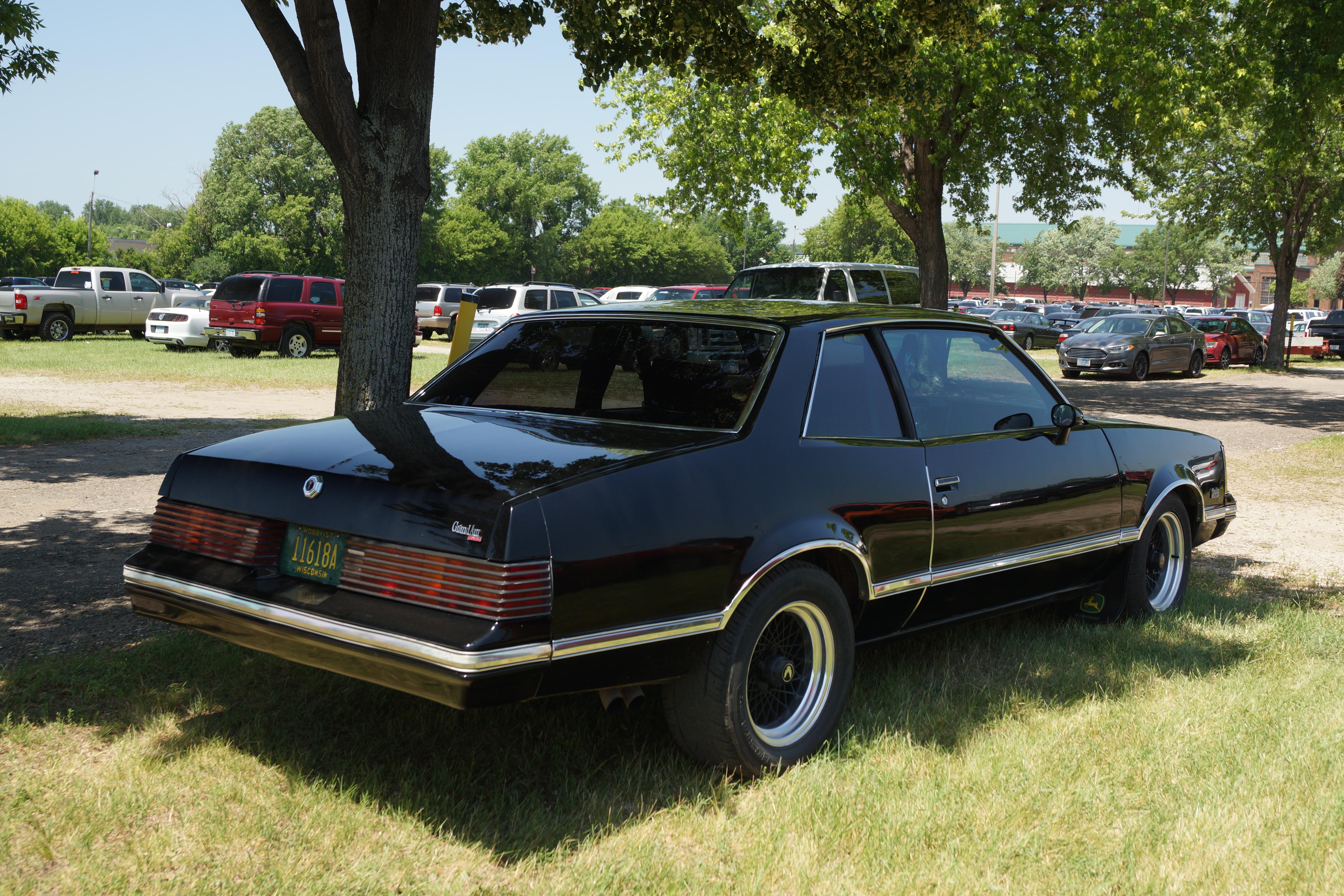
Heckansicht

1980 wurde der Grand Am nur noch als Coupé angeboten und am Ende des Modelljahres aufgrund der schwachen Nachfrage aus dem Programm gestrichen.
Stückzahlen (Modelljahre):
- 1978: 10.608
- 1979: 5886
- 1980: 1647

## Dritte Generation (1984–1991)
Nach einer vierjährigen Pause lancierte Pontiac im Jahr 1984 einen völlig neuen Grand Am mit Frontantrieb, der in drei Generationen bis 2005 im Programm blieb, in der Modellhierarchie zwischen Pontiac Sunbird und Pontiac 6000 rangierte und in vielen Jahren das meistverkaufte Pontiac-Modell war. Dieses Modell basierte auf der N-Plattform des General-Motors-Konzerns und war das Parallelmodell zu Oldsmobile Calais (später Achieva und Alero) und Buick Skylark.

Der erste frontgetriebene Grand Am wurde als Coupé und Limousine (ab 1985) von 1984 bis 1991 in 1,27 Millionen Exemplaren gebaut. Dem Antrieb diente ein 2,5-Liter-Reihenvierzylinder (anfangs 93 PS/68 kW, später bis zu 112 PS/82 kW) oder, bis 1988, ein 3,0-Liter-V6 (127 PS/93 kW); in einzelnen Jahren standen auch ein 2,3-Liter-Vierzylinder mit Vierventilkopf (152 PS/112 kW oder 183 PS/135 kW) oder ein Zweiliter-Turbo (167 PS/123 kW) im Angebot. Zumeist wurden Basismodelle und reichhaltiger ausgestattete SE- und LE-Modelle angeboten.

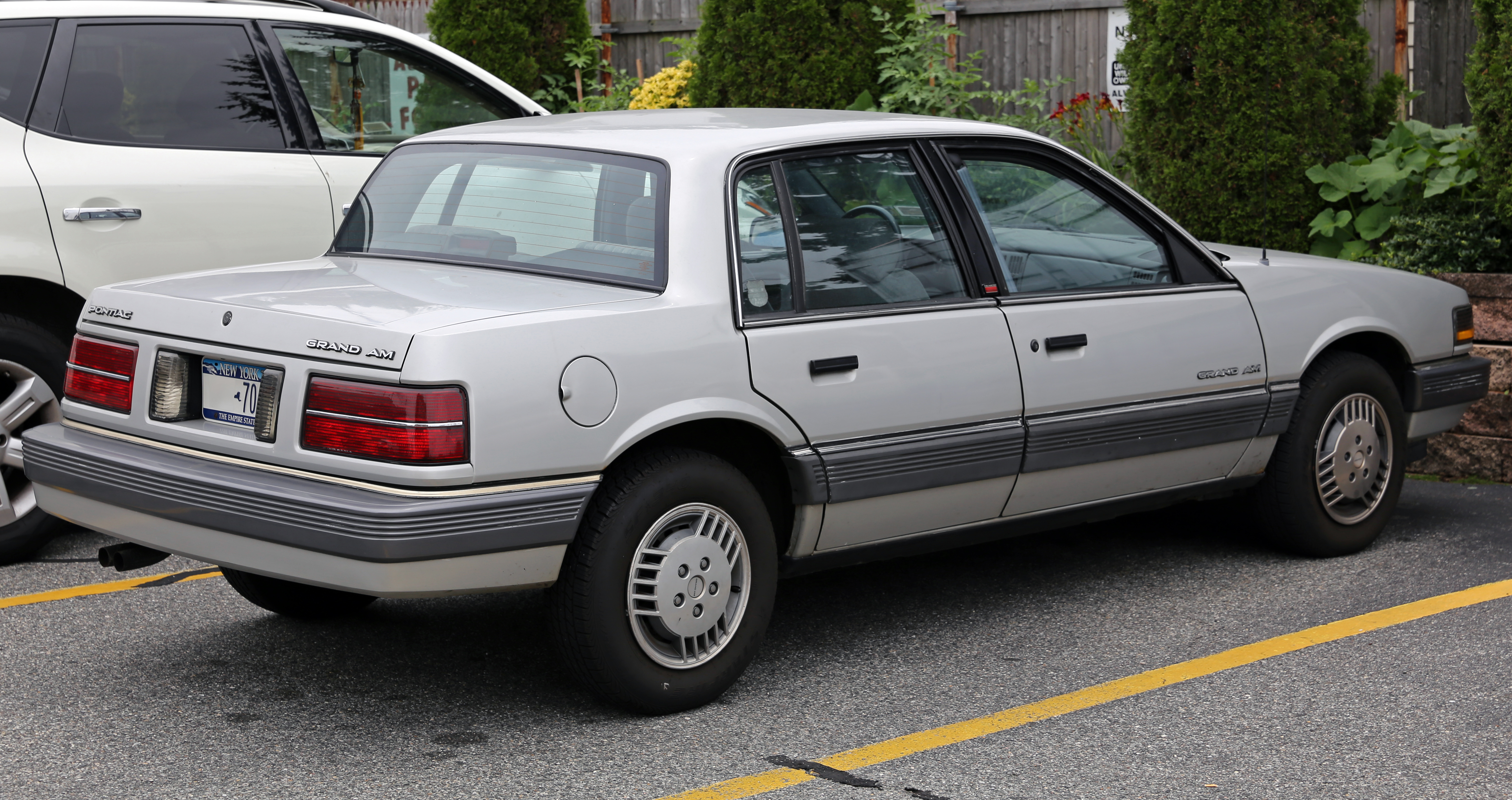
Heckansicht
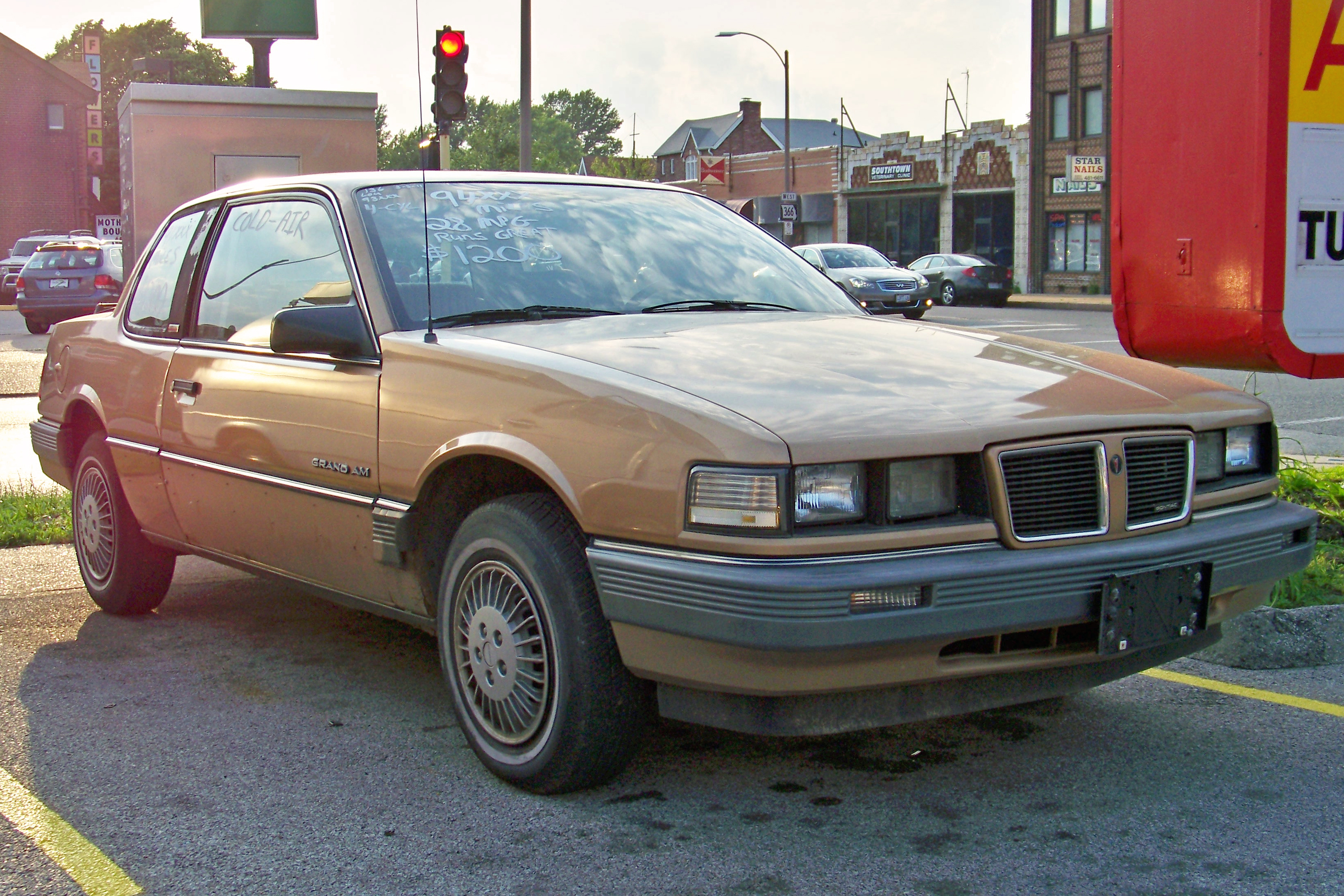
Coupé (1984–1988)
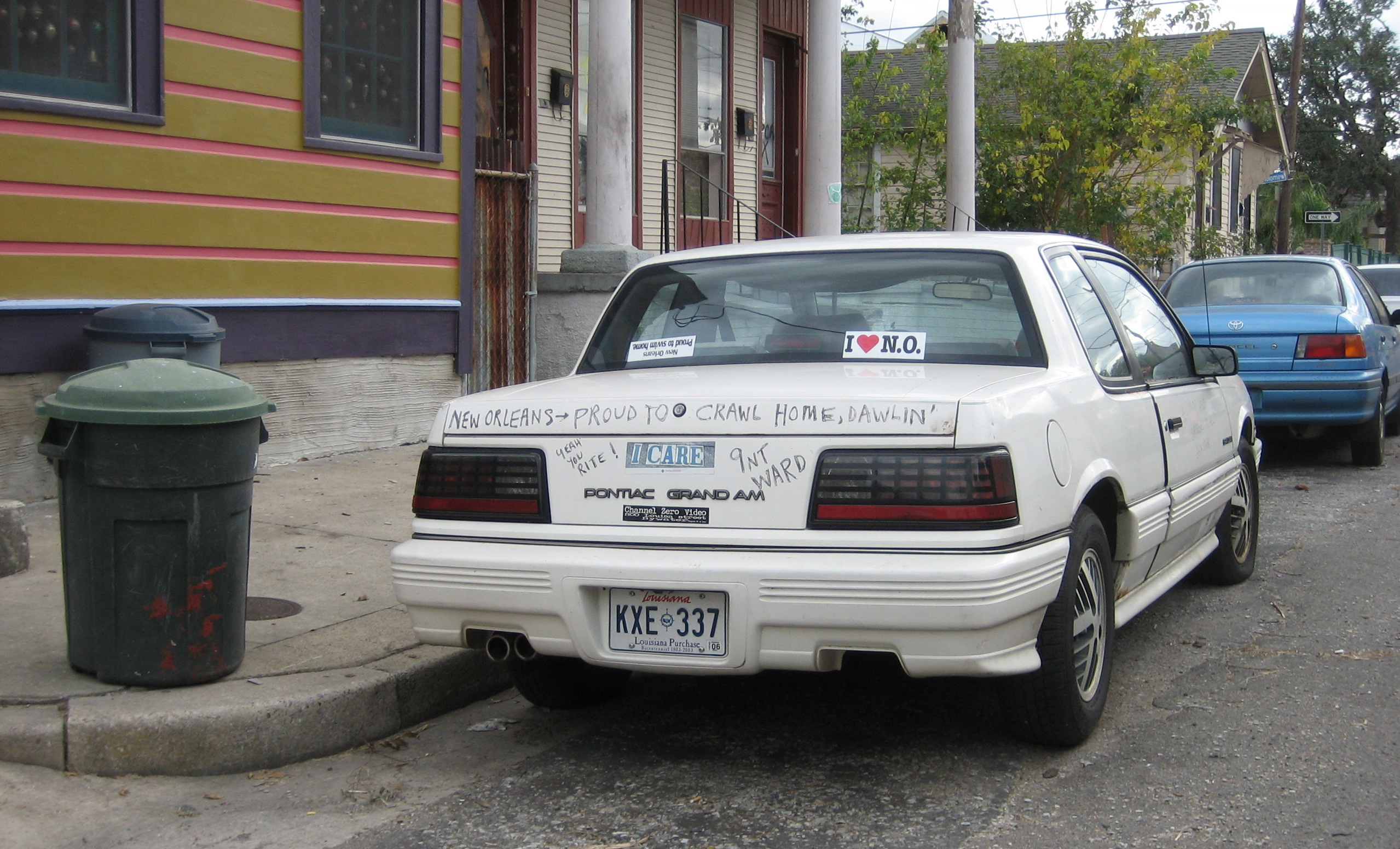
Heckansicht
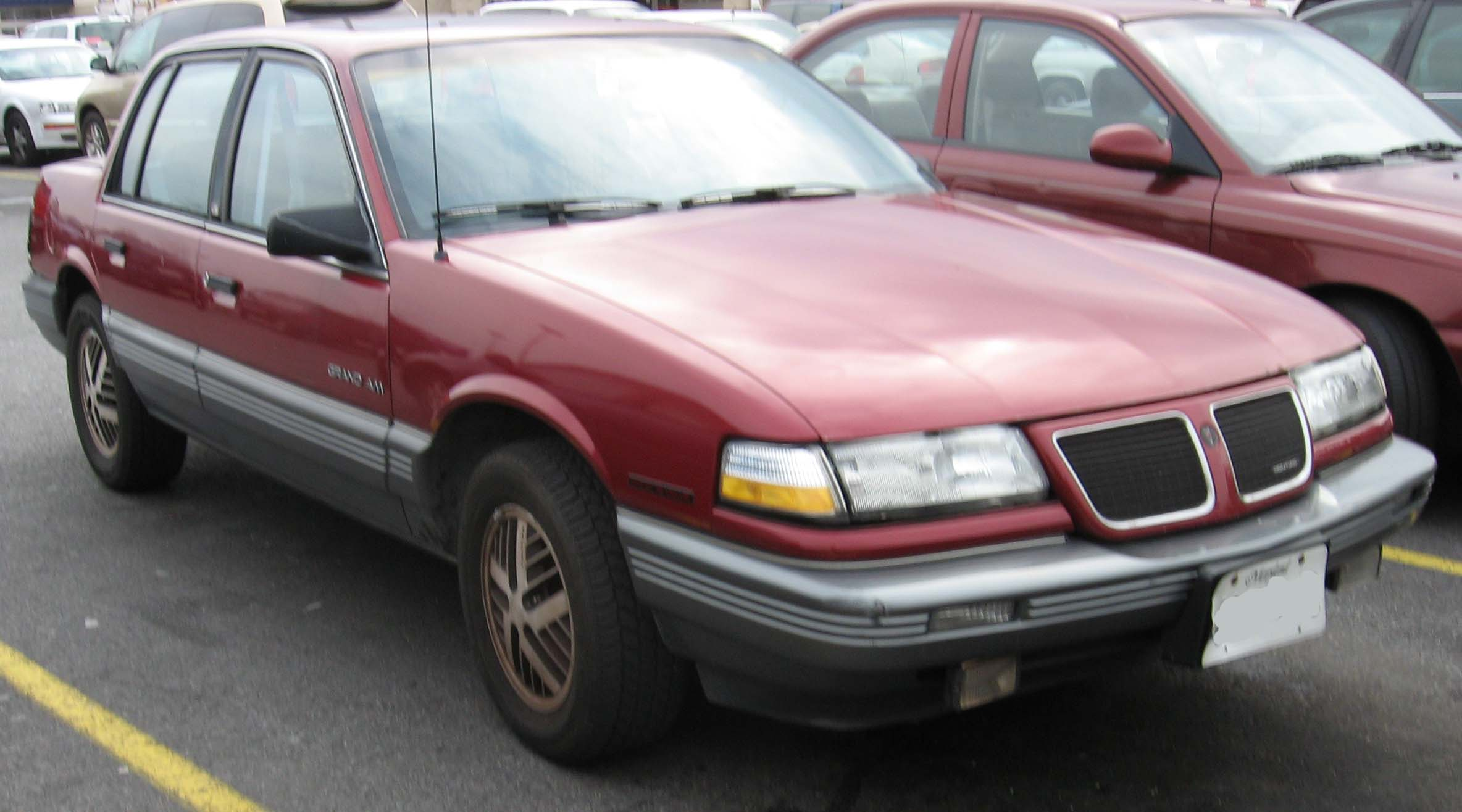
Limousine (1988–1991)
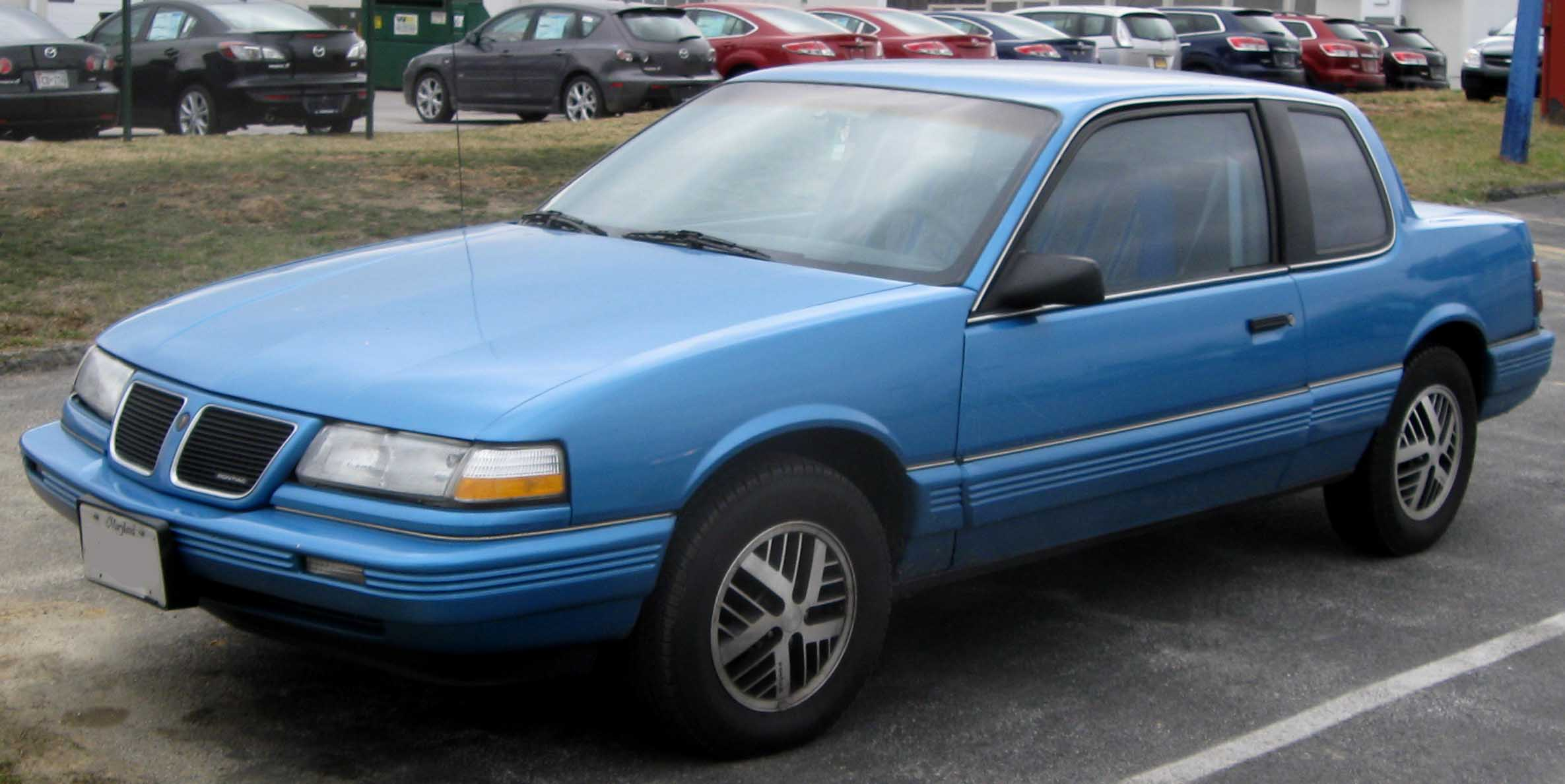
Coupé (1988–1991)
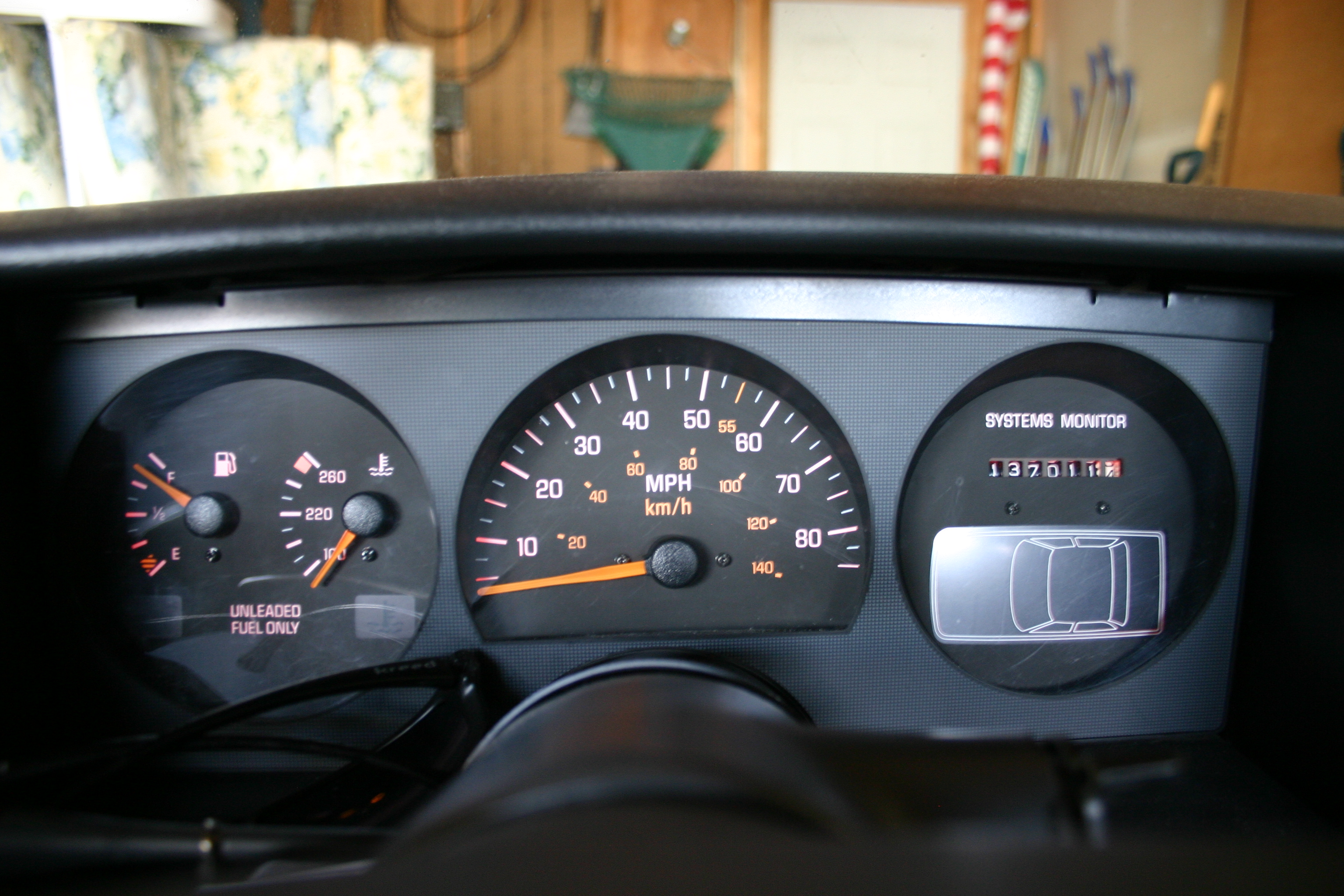
Standard-Armaturenbrett (1988)

## Vierte Generation (1992–1998)
Der mit einer Länge von 4750 mm um 160 mm größere Nachfolger wurde von 1992 bis 1998 in insgesamt 1,51 Millionen Exemplaren gebaut.
Wiederum setzte sich das Modellprogramm aus Limousinen und Coupés, jetzt in den Ausstattungen SE und GT, zusammen. Basistriebwerk war ein 2,3-Liter-Vierzylinder (122 PS/90 kW), daneben gab es Vierventil-Version dieses Motors (162 bis 183 PS/119-135 kW) und einen 3,3-Liter-V6, der 162 PS (119 kW) leistete.
1993 verloren die Vierzylinder 5–6 PS Leistung, ab 1994 leistete der Sechszylinder nur noch 157 PS (115 kW).
1995 entfiel der Basis-Zweiventiler. Grundmotor war nun eine 152 PS (112 kW) starke Version des 16 V-Motors, daneben gab es nur noch den V6. Des Weiteren wurde dem Grand Am eine optische Modellpflege zuteil, die die Kanten weicher werden ließen.

1996 wurde der 2,3-Liter durch einen gleich starken neuen DOHC-Vierzylinder mit 2,4 Litern Hubraum ersetzt.

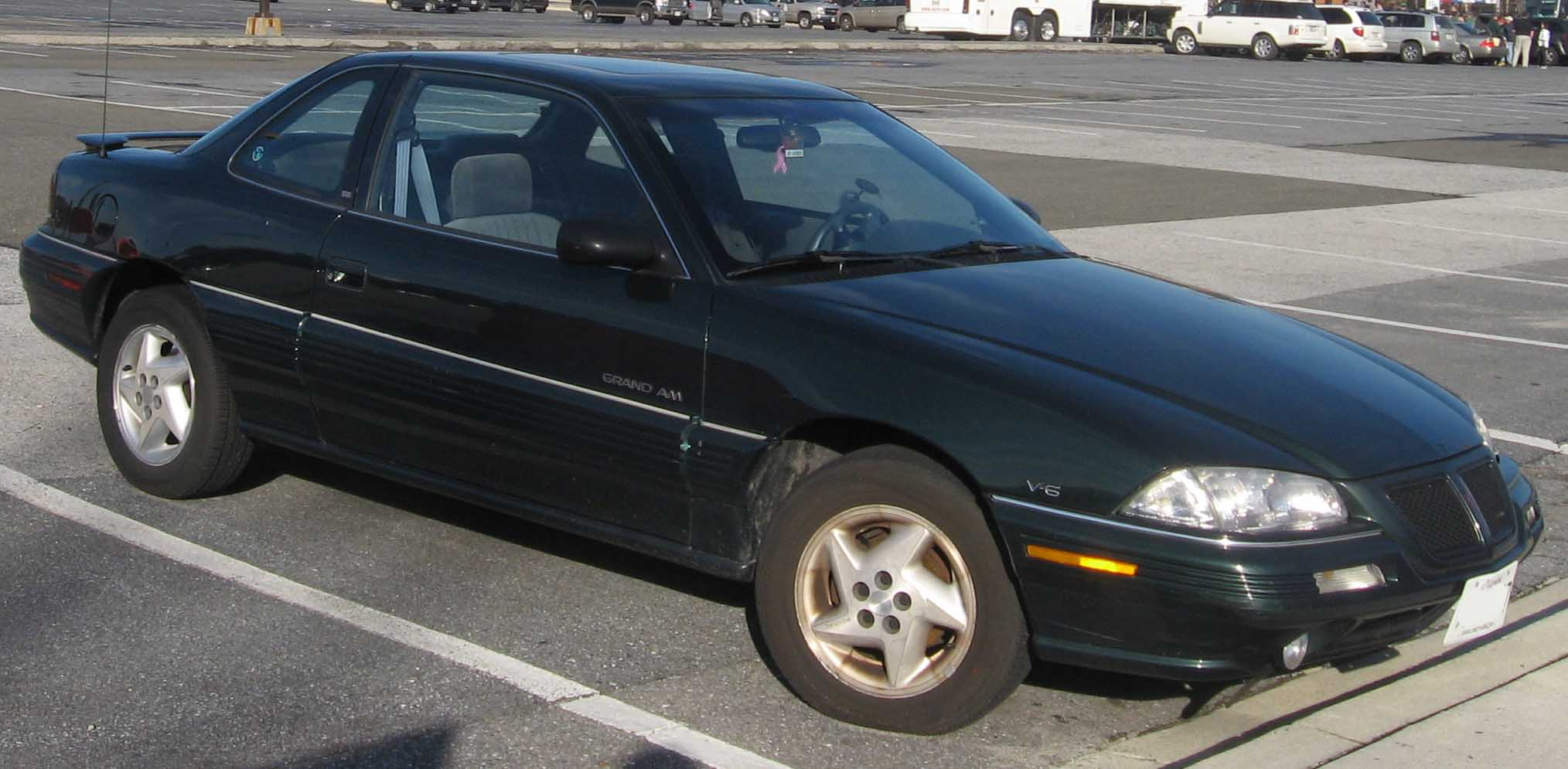
Coupé (1992–1995)
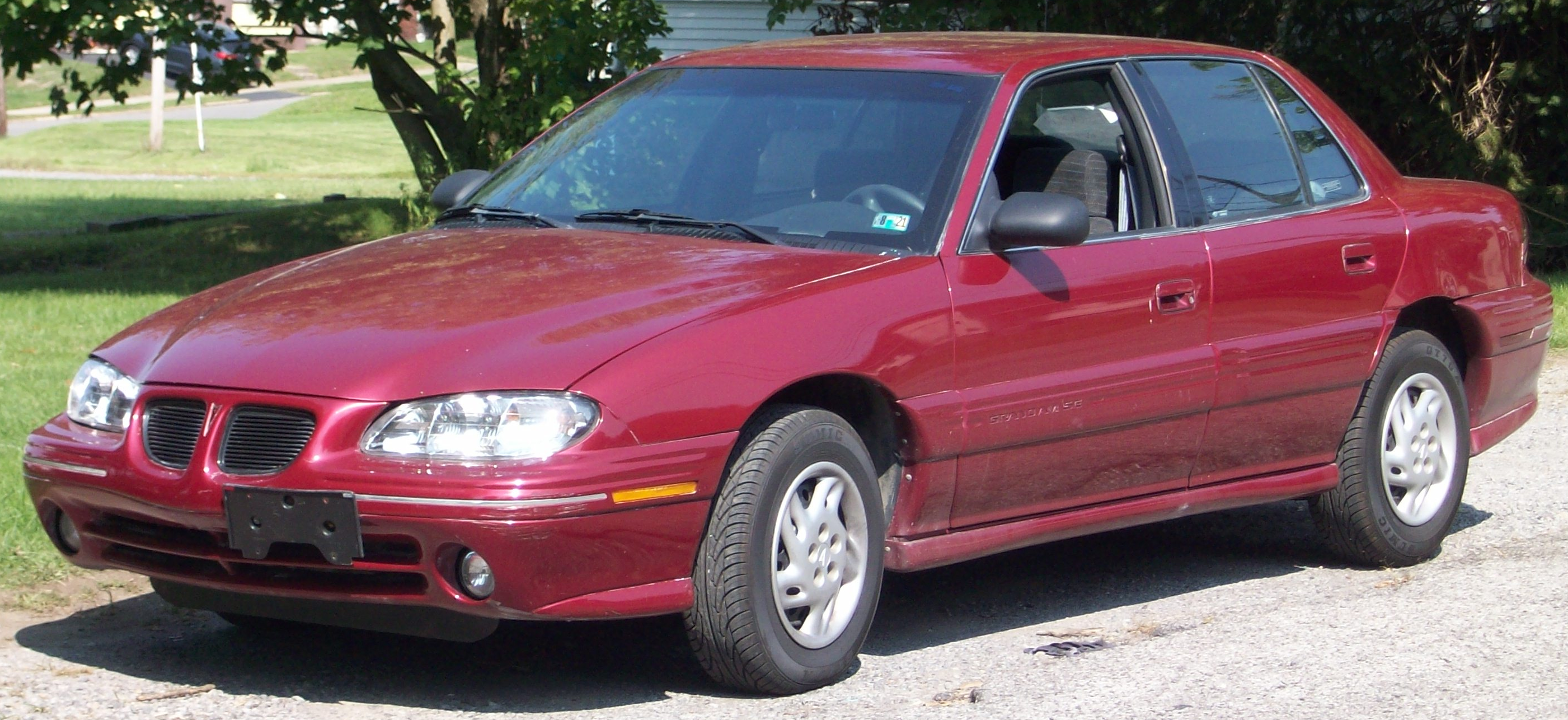
Limousine (1996–1999)
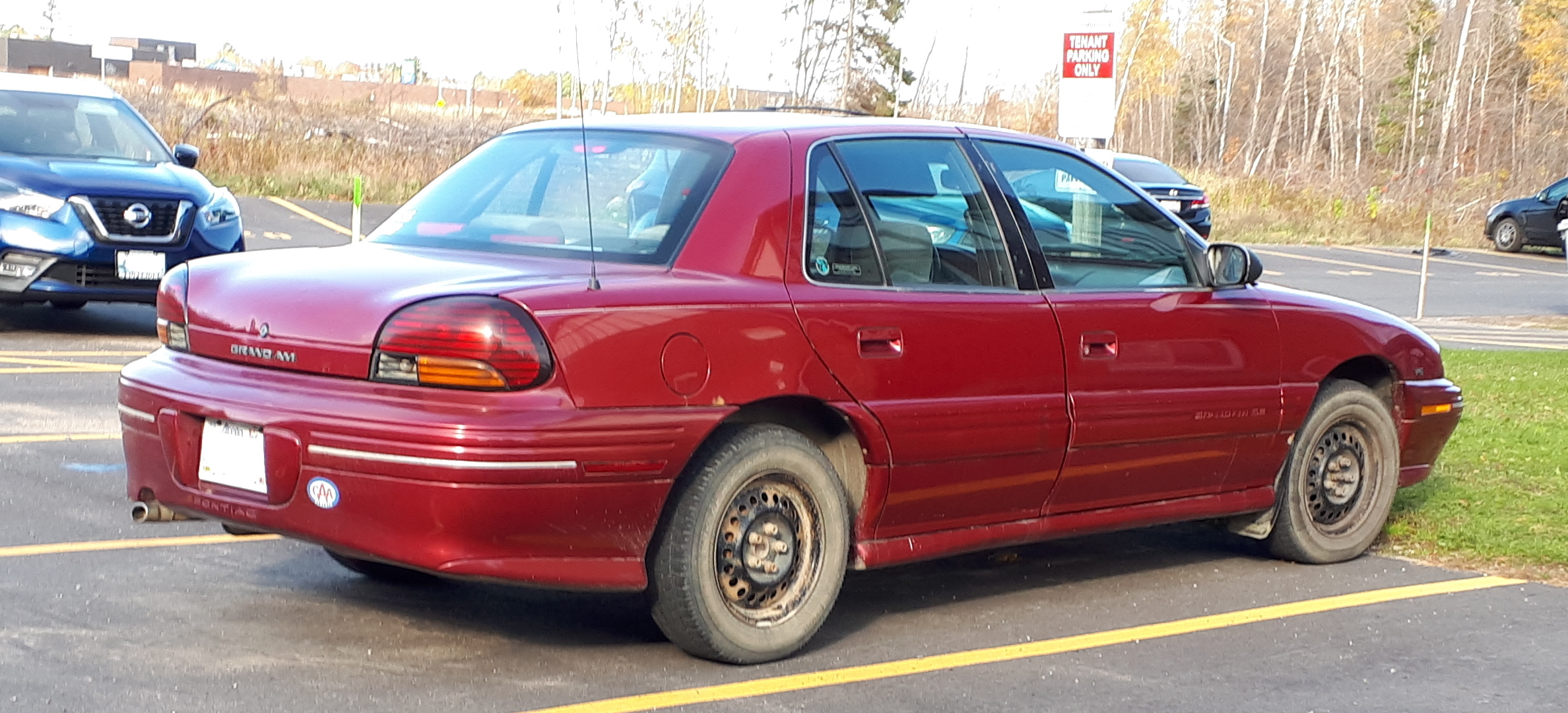
Heckansicht
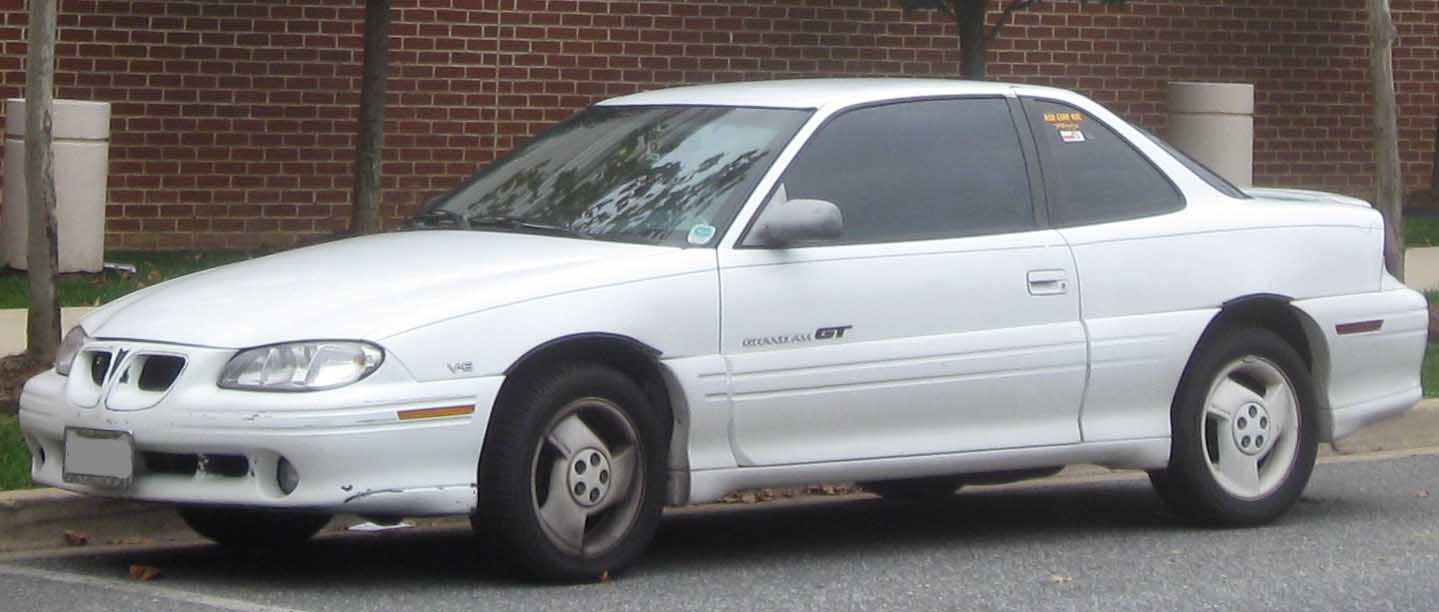
Coupé (1996–1999)
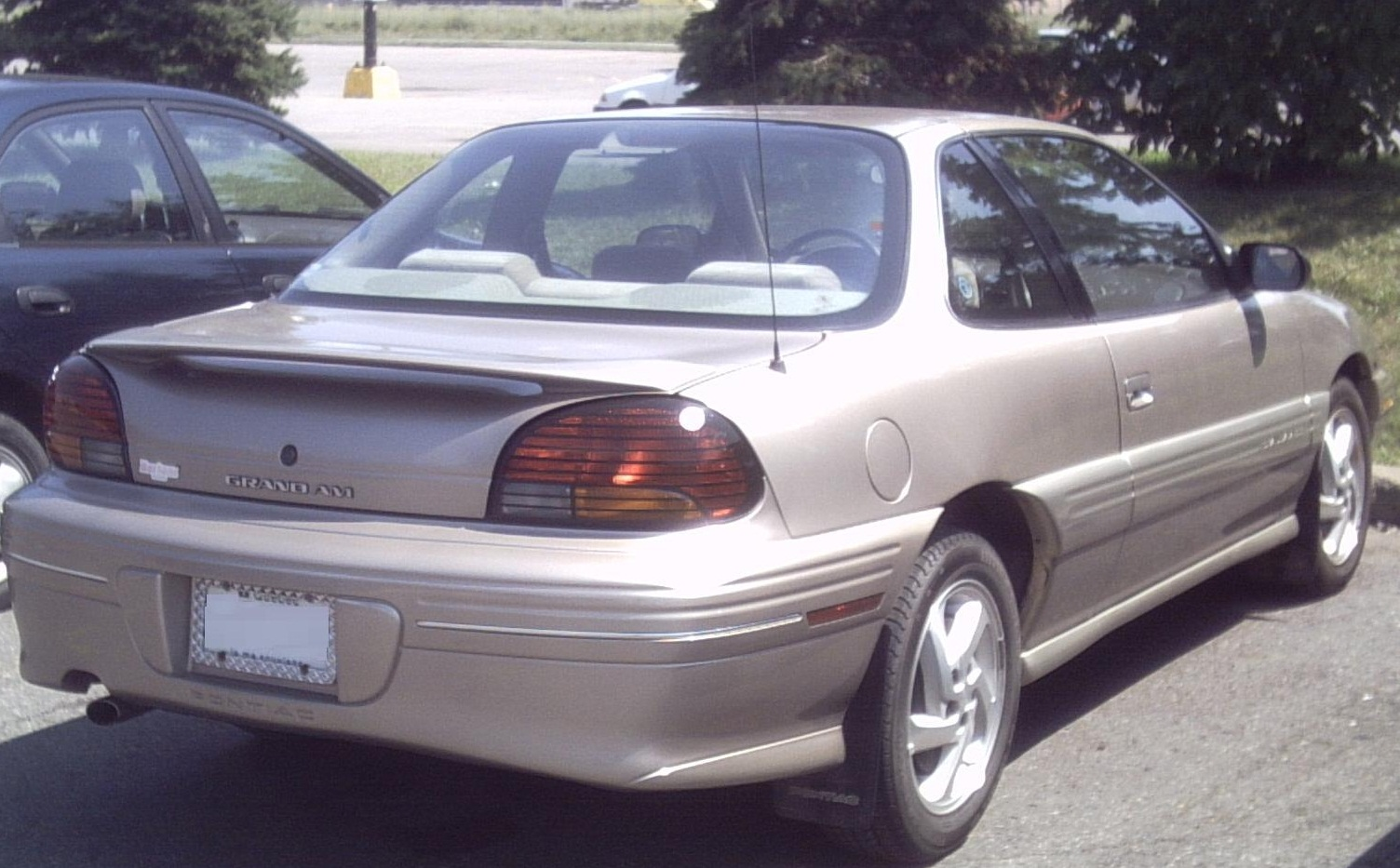
Heckansicht

## Fünfte Generation (1998–2005)
Im Frühjahr 1998 erschien der dritte Frontantriebs-Grand Am, erneut als Coupé und Limousine in SE- oder GT-Ausstattung.
Der 2,4-Liter-Vierzylinder wurde aus dem Vorgänger übernommen, daneben konnte ein 3,4 Liter großer V6 mit 172 PS (126 kW) bestellt werden.
Im Herbst 2003 erhielt der Grand Am noch leichte optische Retuschen.
Die Produktion der letzten Grand Am-Generation endete im Mai 2005.

Nachfolger des Grand Am ist der Pontiac G6.

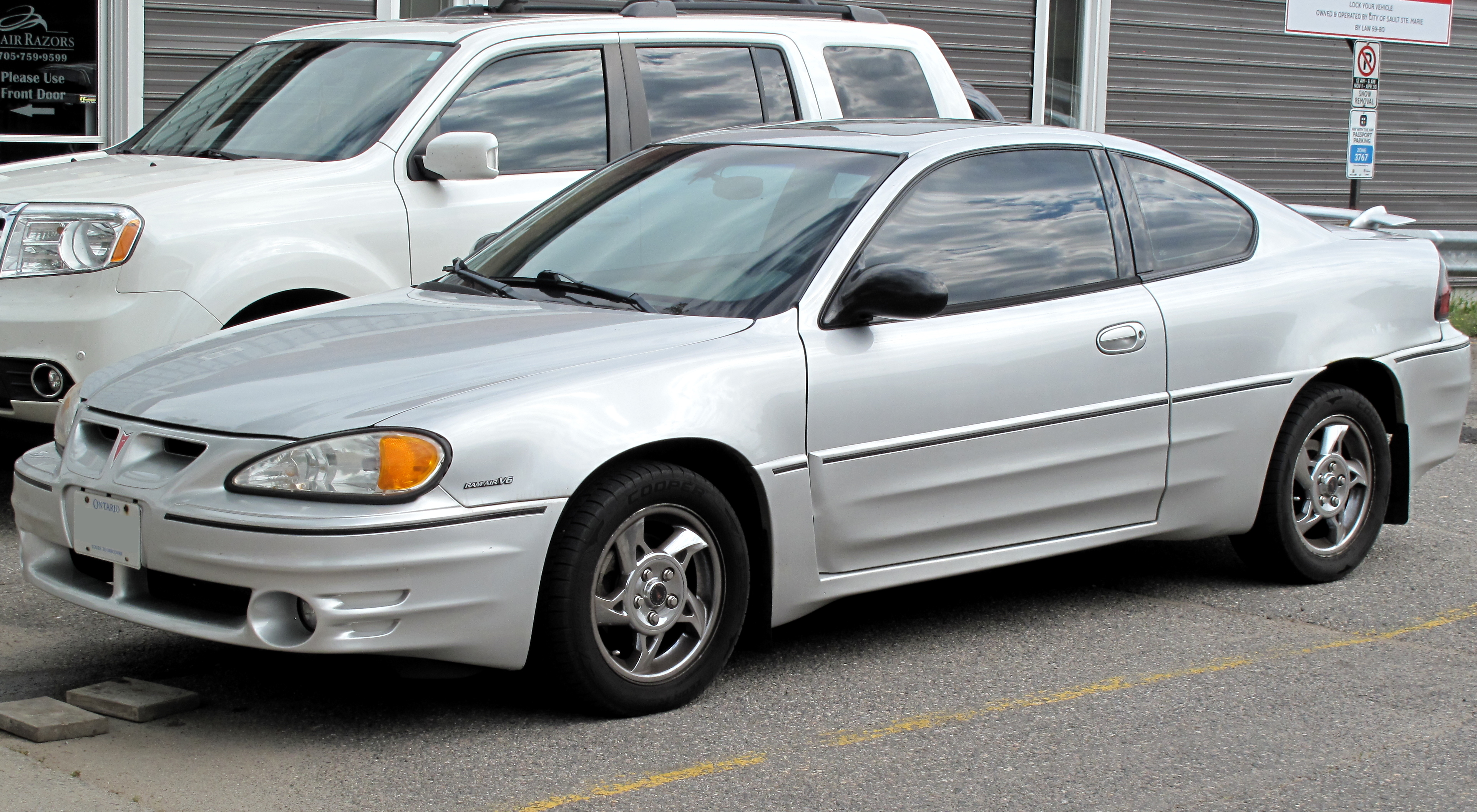
Coupé (1999–2003)
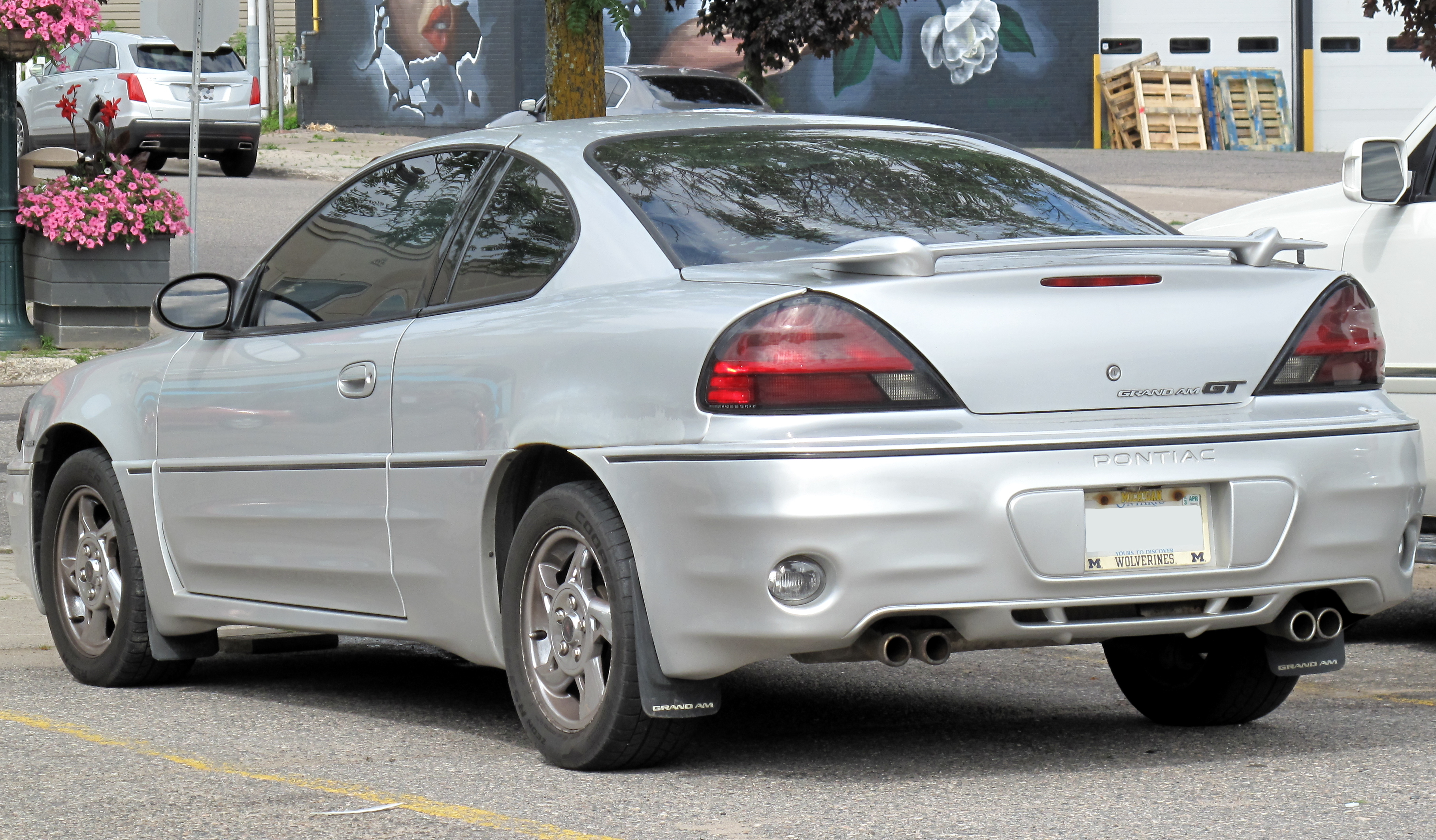
Heckansicht
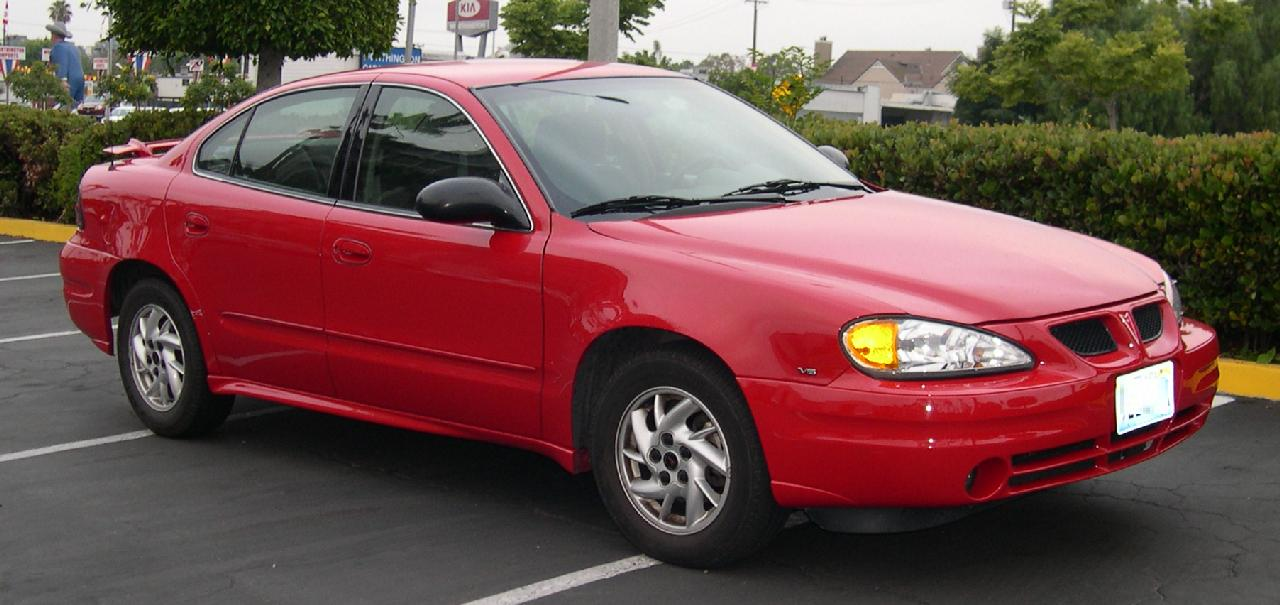
Limousine (2003–2005)
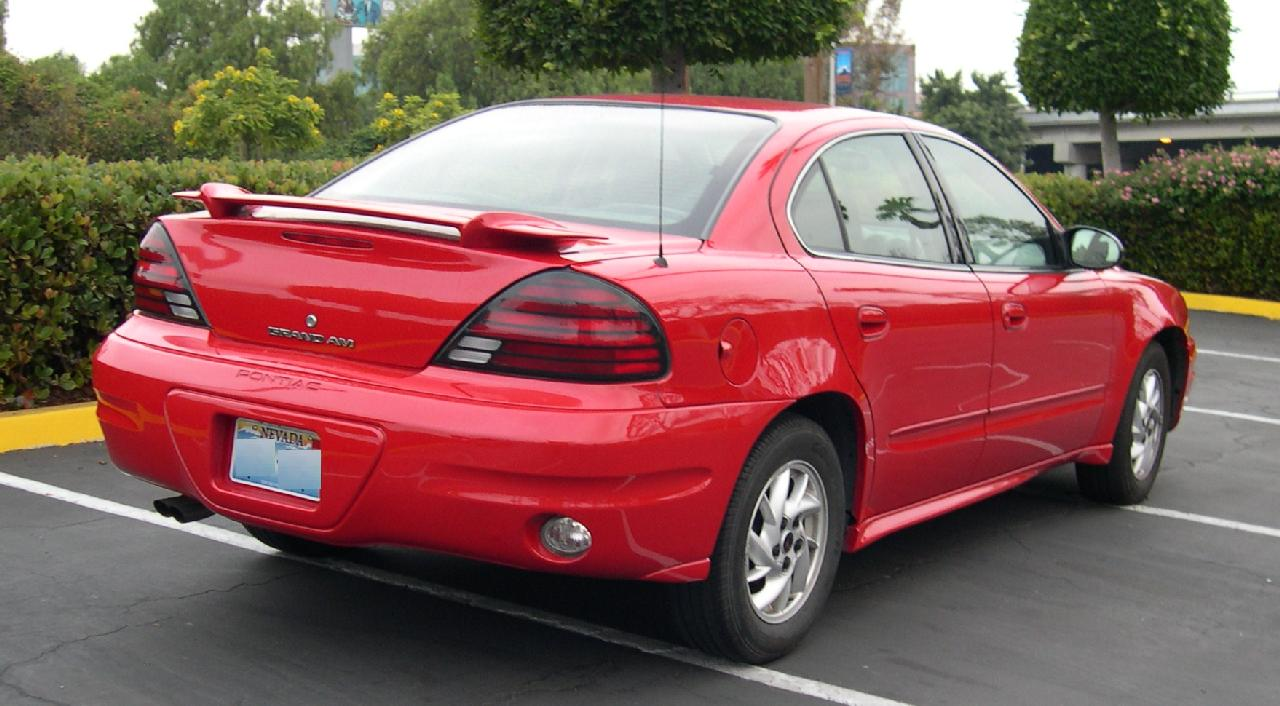
Heckansicht